# Simon Sze
Simon Min Sze (Nanchino, 21 marzo 1936 – 6 novembre 2023) è stato un ingegnere elettrico taiwanese.

## Biografia
Dopo essersi laureato  all'Università Nazionale di Taiwan nel 1957, ottenne un master all'Università di Washington nel 1960 e un dottorato alla Stanford University nel 1963. Lavorò per i Bell Labs fino al 1990, anno in cui tornò a Taiwan per entrare nella facoltà dell'NCTU. Sze divenne noto per il suo operare nella fisica e tecnologia dei semiconduttori, incluso la sua scoperta con Dawon Kahng del floating-gate transistor, ora ampiamente utilizzato nei dispositivi di memoria non volatile a semiconduttore. Pubblicò molti libri tra cui Fisica dei Dispositivi a Semiconduttore, uno dei testi più usati in questo campo. Sze ricevette il J. J. Ebers Award nel 1991 per la sua ricerca nel settore nei dispositivi elettronici.